# Encyclia bradfordii
Encyclia bradfordii är en orkidéart som först beskrevs av August Heinrich Rudolf Grisebach, och fick sitt nu gällande namn av Germán Carnevali och Ivón Mercedes Ramírez Morillo. Encyclia bradfordii ingår i släktet Encyclia och familjen orkidéer. Inga underarter finns listade i Catalogue of Life.